# Vivien Lyra Blair
 (juin 2022).
Si vous disposez d'ouvrages ou d'articles de référence ou si vous connaissez des sites web de qualité traitant du thème abordé ici, merci de compléter l'article en donnant les références utiles à sa vérifiabilité et en les liant à la section « Notes et références ».
Vivien Lyra Blair, née le 4 juin 2012, est une actrice américaine.
Après plusieurs petits rôles, notamment dans le film Bird Box, elle est remarquée pour son interprétation de la jeune Leia Organa, âgée de dix ans, dans la série Obi-Wan Kenobi, aux côtés d'Ewan McGregor et Hayden Christensen.

## Filmographie

### Cinéma
- 2018 : Bird Box : « Fille » / Olympia
- 2019 : The Play Date : Lila
- 2020 : C'est nous les héros : Guppy
- 2021 : The Guilty : Abby
- 2022 : Dear Zoe : Emily Gladstone
- 2023 : Le Croque-mitaine de Rob Savage : Sawyer

### Télévision
- 2018 : Waco : Serenity Jones
- 2019 : Grey's Anatomy : Station 19 : Penny (S02E13 : Noir comme dans un four)
- 2020 : Indebted : Hazel Klein
- 2021 : Mr. Corman : Sara
- 2022 : The First Lady : Eleanor Roosevelt
- 2022 : Obi-Wan Kenobi : Princesse Leia Organa

### Jeux vidéo
- 2019 : Telling Lies : Alba